# Сельское поселение Ермаково
Сельское поселение Ермаково — муниципальное образование в составе Камышлинского района Самарской области.
Административный центр — село Старое Ермаково.

## Административное деление
В состав сельского поселения входят:
- село Старое Ермаково,
- село Новое Ермаково,
- посёлок Чулпан.